# Arthur Delisle
Pour l’article homonyme, voir Delisle.
Arthur Delisle (15 mars 1859-10 avril 1936) est un avocat, rédacteur et homme politique fédéral du Québec.

## Biographie
Né à Portneuf dans le Canada-Est, M. Delisle étudia à Laval, au Séminaire de Québec et à l'Université Laval. Admis au Barreau du Québec en 1883, il partit pratiquer à Québec. Après avoir servi comme éditeur de L'Union libérale, il déménagea à Montréal où il pratiqua le droit. Il fut nommé au Conseil du Roi en 1898. En 1929, il est nommé registraire pour la Cour des faillites du district de Montréal.
Élu député du Parti libéral du Canada dans la circonscription fédérale de Portneuf en 1891, il ne se représente pas en 1896. Tentant un retour à titre de libéral indépendant en 1908, il est défait par le libéral Michel-Siméon Delisle.